# Saison 2025 de la Super League
Navigation
Édition précédente Édition suivante
La Saison 2025 de la Super League (connu pour des raisons de partenariats comme la Betfred Super League XXX) est la trentième saison de cette compétition, depuis sa création en 1996.
Douze équipes y prennent part.

## Changement structurel
À la fin de la saison 2023, IMG et le Rugby Football League publient un classement des équipes composant la Super League, le Championship et la League One sur des critères distincts (fan-zone, performance, finances, stade et attirance du sport). Ce classement déterminera à partir de 2025 les équipes pouvant prétendre aux différentes divisions et a pour conséquence d'abolir le système de relégation automatique.

## Préparation de l'évènement
Depuis 1998, la Super League a établi un calendrier se décomposant en deux phases - une première phase dite de « saison régulière » où les douze équipes se rencontrent entre elles à vingt-sept reprises pour un ensemble de 163 rencontres entre le 13 février 2025 et le 19 septembre 2025 à l'issue de laquelle un classement est établi. Ce classement détermine la phase suivante nommée « phase finale » où les six premières équipes de la saison régulière s'affrontent dans une phase à élimination directe à partir de septembre 2025 jusqu'à la finale du 11 octobre 2025 pour parvenir à atteindre l'ultime rencontre la saison la finale à l'Old Trafford de Manchester.
Douze clubs prennent part à cette ligue ouverte . Un club est basé en France et onze clubs sont établis en Angleterre répartis entre deux régions anglaises :
| Territoire                            | Club                                                                                        | Territoire                       | Club                                                                                             |
| ------------------------------------- | ------------------------------------------------------------------------------------------- | -------------------------------- | ------------------------------------------------------------------------------------------------ |
| Angleterre du Nord-Ouest (Angleterre) | * Leigh Leopards * St Helens RLFC * Salford Red Devils * Warrington Wolves * Wigan Warriors | Yorkshire-et-Humber (Angleterre) | * Castleford Tigers * Huddersfield Giants * Hull FC * Hull KR * Leeds Rhinos * Wakefield Trinity |
| Occitanie (France)                    | * Dragons Catalans                                                                          |                                  |                                                                                                  |

## Équipes
La Super League 2025 opère un changement avec la réintroduction du système de notation nommé « grade ». Ainsi, les douze clubs présents en Super League en cette saison 2025 ont obtenu leurs places au regard de ce système de notation. 
Neuf des équipes sont dans le Nord de l'Angleterre, et une est située dans le Sud de la France avec les Dragons catalans à Perpignan.
| Club                | Classement en 2024 | Grade | Entraîneur(s)                 | Capitaine(s)              | Stade                    | Capacité |
| ------------------- | ------------------ | ----- | ----------------------------- | ------------------------- | ------------------------ | -------- |
| Castleford Tigers   | 10e                | A     | Danny McGuire                 | Samuel Wood               | The Mend-O-Hose Jungle   | 10 500   |
| Dragons catalans    | 7e                 | A     | Steve McNamara → Joel Tomkins | Benjamin Garcia           | Stade Gilbert-Brutus     | 13 000   |
| Huddersfield Giants | 9e                 | B     | Luke Robinson                 | Leroy Cudjoe              | John Smith's Stadium     | 24 121   |
| Hull FC             | 11e                | B     | John Cartwright               | Aidan Sezer               | MKM Stadium              | 25 404   |
| Hull KR             | Finaliste          | A     | Willie Peters                 | Elliot Minchella          | Sewell Group Craven Park | 12 225   |
| Leeds Rhinos        | 8e                 | A     | Brad Arthur                   | Ashley Handley            | AMT Headingley Stadium   | 19 700   |
| Leigh Leopards      | Demi-finaliste     | A     | Adrian Lam                    | Lachlan Lam               | Leigh Sports Village     | 12 005   |
| Salford Red Devils  | Barrages           | B     | Paul Rowley                   | Kallum Watkins Joe Mellor | Salford Stadium          | 12 000   |
| St Helens RLFC      | Barrages           | A     | Paul Wellens                  | Jonathan Lomax            | Totally Wicked Stadium   | 18 000   |
| Wakefield Trinity   | Promu              | A     | Daryl Powell                  | Michael McMeeken          | Diy Kitchens Stadium     | 9 333    |
| Warrington Wolves   | Demi-finaliste     | A     | Sam Burgess                   | George Williams           | Halliwell Jones Stadium  | 15 200   |
| Wigan Warriors      | Champion           | A     | Matt Peet                     | Liam Farrell              | Brick Community Stadium  | 25 138   |

## Résultats

### Classement final
| Rang | Franchise           | J  | V  | N | D  | Pm  | Pe  | Diff | Pts |
| ---- | ------------------- | -- | -- | - | -- | --- | --- | ---- | --- |
| 1    | Hull KR             | 21 | 18 | 0 | 3  | 700 | 198 | +502 | 36  |
| 2    | Wigan Warriors      | 21 | 16 | 0 | 5  | 602 | 301 | +301 | 32  |
| 3    | Leigh Leopards      | 21 | 14 | 1 | 6  | 431 | 384 | +47  | 29  |
| 5    | St Helens RLFC      | 21 | 14 | 0 | 7  | 561 | 218 | +343 | 28  |
| 4    | Leeds Rhinos        | 21 | 14 | 0 | 7  | 444 | 260 | +184 | 28  |
| 7    | Hull FC             | 21 | 11 | 1 | 9  | 451 | 353 | +98  | 22  |
| 6    | Wakefield Trinity   | 21 | 11 | 0 | 10 | 488 | 358 | +130 | 22  |
| 8    | Warrington Wolves   | 22 | 10 | 0 | 12 | 424 | 497 | -73  | 20  |
| 9    | Dragons catalans    | 22 | 6  | 0 | 16 | 324 | 562 | -238 | 12  |
| 10   | Castleford Tigers   | 21 | 5  | 0 | 16 | 324 | 557 | -233 | 10  |
| 11   | Huddersfield Giants | 21 | 5  | 0 | 16 | 280 | 564 | -284 | 10  |
| 12   | Salford Red Devils  | 21 | 2  | 0 | 19 | 163 | 940 | -777 | 4   |

|  | Champion de la saison régulière et qualifié pour les demi-finales. |
|  | Qualifié pour les demi-finales                                     |
|  | Qualifié pour la phase finale                                      |

Attribution des points : deux points sont attribués pour une victoire, un point pour un match nul, aucun point en cas de défaite.

### Phase finale
|  | Quarts de finale | Quarts de finale | Quarts de finale | Quarts de finale |    |   | Demi-finales | Demi-finales | Demi-finales | Demi-finales |  |  | Finale                                        | Finale                                        | Finale                                        | Finale                                        |
|  |                  |                  |                  |                  |    |   |              |              |              |              |  |  |                                               |                                               |                                               |                                               |
|  |                  |                  |                  |                  |    |   | le           | le           | le           | le           |  |  | le 11 octobre 2025 à Old Trafford, Manchester | le 11 octobre 2025 à Old Trafford, Manchester | le 11 octobre 2025 à Old Trafford, Manchester | le 11 octobre 2025 à Old Trafford, Manchester |
|  |                  |                  |                  |                  |    |   | le           | le           | le           | le           |  |  | le 11 octobre 2025 à Old Trafford, Manchester | le 11 octobre 2025 à Old Trafford, Manchester | le 11 octobre 2025 à Old Trafford, Manchester | le 11 octobre 2025 à Old Trafford, Manchester |
|  |                  |                  |                  |                  |    |   | le           | le           | le           | le           |  |  | le 11 octobre 2025 à Old Trafford, Manchester | le 11 octobre 2025 à Old Trafford, Manchester | le 11 octobre 2025 à Old Trafford, Manchester | le 11 octobre 2025 à Old Trafford, Manchester |
|  |                  |                  |                  |                  |    |   | le           | le           | le           | le           |  |  | le 11 octobre 2025 à Old Trafford, Manchester | le 11 octobre 2025 à Old Trafford, Manchester | le 11 octobre 2025 à Old Trafford, Manchester | le 11 octobre 2025 à Old Trafford, Manchester |
|  |                  |                  |                  |                  |    |   | le           | le           | le           | le           |  |  | le 11 octobre 2025 à Old Trafford, Manchester | le 11 octobre 2025 à Old Trafford, Manchester | le 11 octobre 2025 à Old Trafford, Manchester | le 11 octobre 2025 à Old Trafford, Manchester |
|  | 1er              | -                | -                | -                |    |   |              |              |              |              |  |  | le 11 octobre 2025 à Old Trafford, Manchester | le 11 octobre 2025 à Old Trafford, Manchester | le 11 octobre 2025 à Old Trafford, Manchester | le 11 octobre 2025 à Old Trafford, Manchester |
|  | 1er              | -                | -                | -                | le |   |              |              |              |              |  |  | le 11 octobre 2025 à Old Trafford, Manchester | le 11 octobre 2025 à Old Trafford, Manchester | le 11 octobre 2025 à Old Trafford, Manchester | le 11 octobre 2025 à Old Trafford, Manchester |
|  |                  |                  | 5e               | -                | -  | - |              |              |              |              |  |  | le 11 octobre 2025 à Old Trafford, Manchester | le 11 octobre 2025 à Old Trafford, Manchester | le 11 octobre 2025 à Old Trafford, Manchester | le 11 octobre 2025 à Old Trafford, Manchester |
|  | 4e               | -                | 5e               | -                | -  | - | -            | -            |              |              |  |  | le 11 octobre 2025 à Old Trafford, Manchester | le 11 octobre 2025 à Old Trafford, Manchester | le 11 octobre 2025 à Old Trafford, Manchester | le 11 octobre 2025 à Old Trafford, Manchester |
|  | 4e               | -                | le               |                  |    |   | -            | -            |              |              |  |  | le 11 octobre 2025 à Old Trafford, Manchester | le 11 octobre 2025 à Old Trafford, Manchester | le 11 octobre 2025 à Old Trafford, Manchester | le 11 octobre 2025 à Old Trafford, Manchester |
|  | 5e               | -                | -                | -                |    |   |              |              |              |              |  |  | le 11 octobre 2025 à Old Trafford, Manchester | le 11 octobre 2025 à Old Trafford, Manchester | le 11 octobre 2025 à Old Trafford, Manchester | le 11 octobre 2025 à Old Trafford, Manchester |
|  | 5e               | -                | -                | -                | -  | - | -            | -            |              |              |  |  |                                               |                                               |                                               |                                               |
|  |                  |                  |                  |                  | -  | - | -            | -            |              |              |  |  |                                               |                                               |                                               |                                               |
|  |                  |                  | -                | -                | -  | - |              |              |              |              |  |  |                                               |                                               |                                               |                                               |
|  |                  |                  |                  |                  | -  | - |              |              |              |              |  |  |                                               |                                               |                                               |                                               |
|  |                  |                  |                  |                  |    |   |              |              |              |              |  |  |                                               |                                               |                                               |                                               |
|  |                  |                  |                  |                  |    |   |              |              |              |              |  |  |                                               |                                               |                                               |                                               |
|  | 2e               | -                | -                | -                |    |   |              |              |              |              |  |  |                                               |                                               |                                               |                                               |
|  | 2e               | -                | -                | -                | le |   |              |              |              |              |  |  |                                               |                                               |                                               |                                               |
|  |                  |                  | 3e               | -                | -  | - |              |              |              |              |  |  |                                               |                                               |                                               |                                               |
|  | 3e               | -                | 3e               | -                | -  | - | -            | -            |              |              |  |  |                                               |                                               |                                               |                                               |
|  | 3e               | -                |                  |                  |    |   |              | -            |              |              |  |  |                                               |                                               |                                               |                                               |
|  | 6e               | -                | -                | -                |    |   |              |              |              |              |  |  |                                               |                                               |                                               |                                               |
|  | 6e               | -                | -                | -                |    |   |              |              |              |              |  |  |                                               |                                               |                                               |                                               |
|  |                  |                  |                  |                  |    |   |              |              |              |              |  |  |                                               |                                               |                                               |                                               |

#### Finale
(mt : -)
Homme du match : 
Points marqués :

Évolution du score : 
Arbitre :
Spectateurs : 

### Statistiques

#### Meilleur marqueur de points
| Rang | Joueur         | Club                       | Poste         | Points | Essais | Goals | Drops |
| ---- | -------------- | -------------------------- | ------------- | ------ | ------ | ----- | ----- |
| 1    | Mark Percival  | St Helens RLFC             | Centre        | 64     | 3      | 26    | 1     |
| 2    | Adam Keighran  | Wigan Warriors             | Centre        | 50     | -      | 25    | -     |
| 3    | Michael Lewis  | Hull KR                    | Demi de mêlée | 49     | 8      | 8     | 1     |
| 4    | Max Jowitt     | Wakefield Trinity Wildcats | Arrière       | 46     | 4      | 15    | -     |
| -    | Arthur Mourgue | Dragons Catalans Hull KR   | Arrière       | 46     | 3      | 17    | -     |

#### Meilleur marqueur d'essais
| Rang | Joueur         | Club              | Poste            | Essais |
| ---- | -------------- | ----------------- | ---------------- | ------ |
| 1    | Jai Field      | Wigan Warriors    | Arrière          | 11     |
| 2    | Matthew Ashton | Warrington Wolves | Arrière          | 9      |
| 3    | Michael Lewis  | Hull KR           | Demi de mêlée    | 8      |
| -    | Jacob Wardle   | Wigan Warriors    | Centre           | 8      |
| 5    | Bevan French   | Wigan Warriors    | Demi d'ouverture | 7      |

## Récompenses

### Trophées de fin de saison
Les trophées sont remis aux joueurs et aux clubs la semaine précédant la finale.
- Man of Steel :
- Entraîneur de l'année :
- Jeune joueur de l'année :
- Meilleur plaqueur :
- Meilleur marqueur d'essais :

### Dream Team
La sélection « Dream team » de cette saison 2025.
|    | Joueur | Équipe | Apparition |
| -- | ------ | ------ | ---------- |
| 1  |        |        | -          |
| 2  |        |        | -          |
| 3  |        |        | -          |
| 4  |        |        | -          |
| 5  |        |        | -          |
| 6  |        |        | -          |
| 7  |        |        | -          |
| 8  |        |        | -          |
| 9  |        |        | -          |
| 10 |        |        | -          |
| 11 |        |        | -          |
| 12 |        |        | -          |
| 13 |        |        | -          |

## Médias

### Presse
Si la presse généraliste française, selon son habitude, couvre peu l'évènement, Midi olympique y consacre une partie de sa page hebdomadaire dans sa rubrique « Treize Actualités ». Les quotidiens L'Indépendant et la Dépêche du Midi suivent également de près la compétition, leur « audience » dépassant maintenant leurs régions d'origine, grâce à la présence de leurs titres dans l'offre presse des fournisseurs d'accès internet.
L'évènement est largement couvert par les magazines et hebdomadaires britanniques et australiens de rugby à XIII (Rugby Leaguer & League Express, Rugby League World et Rugby League Review) par les médias généralistes comme le Guardian, et de manière plus épisodique par le Times.
L'inconnu est, comme pour chaque saison, le suivi, ou non, de la compétition par les médias généralistes ou sportifs français. En effet, une équipe française dispute toujours la compétition.